# Condiloma latum
Il condiloma latum è una lesione simili a verruche sui genitali ed appartiene al gruppo dei condilomi piani.
Sono generalmente manifestazioni della fase secondaria della sifilide, causata dallo spirochete Treponema pallidum.
I condiloma lata si verificano in circa un terzo dei pazienti con sifilide secondaria e sono caratterizzati da erosioni indolori, mucose e verrucose che sono di natura piatta, vellutata, umida e di base ampia. Tendono a svilupparsi nei siti caldi e umidi dei genitali e del perineo. Queste lesioni contengono un elevato accumulo di spirochete e sono altamente infettive.
La risoluzione completa delle lesioni è spontanea e si verifica dopo pochi giorni o molte settimane, dove viene risolta completamente o entra nella fase terziaria (stato latente).